# Wivan Pettersson
Wivan Pettersson, född 24 januari 1904, död 7 november 1976, var en svensk simmare som simmade för Eskilstuna SS.
Hon blev olympisk bronsmedaljör i Paris 1924, då hon simmade stafetten på 100 m frisim. tillsammans med Aina Berg, Gurli Ewerlund och Hjördis Töpel.